# Martin Fabuš
Martin Fabuš (*11. ledna 1976, Trenčín) je slovenský fotbalový útočník, který momentálně působí ve slovenském klubu třetiligovém FK Slovan Nemšová. Měl přezdívku Fabo.

## Klubová kariéra
Martin Fabuš hrál za různé kluby včetně slovenských ŠK Slovan Bratislava, Trenčín, německého Karlsruher SC, polského Ruch Chorzów a dalších. Stal se nejlepším střelcem slovenské ligy v sezónách 1998/99 a 2002/03. V sezóně 1998/99 vsítil celkem 19 gólů za Duklu Trenčín a v sezóně 2002/03 se o prvenství podělil s Markem Mintálem ze Žiliny, oba vstřelili po 20 gólech.

## Reprezentace

### Reprezentační zápasy
Zápasy Martina Fabuše v A-mužstvu slovenské reprezentace
| Rok    | Zápasy | Góly |
| ------ | ------ | ---- |
| 1998   | 7      | 1    |
| 1999   | 7      | 2    |
| 2000   | 6      | 2    |
| 2001   | 0      | 0    |
| 2002   | 4      | 0    |
| 2003   | 1      | 0    |
| Celkem | 25     | 5    |